# Parlamentswahlen in Italien 1948
- FDP: 183
- US: 33
- PRI: 9
- Sonst.: 2
- SVP: 3
- DC: 305
- PNM/ADNL: 14
- BN: 19
- MSI: 6

Die Parlamentswahlen am 18. April 1948 waren nach den Wahlen zur Verfassungsgebenden Versammlung von 1946 die zweiten Wahlen nach allgemeinem Männer- und Frauenwahlrecht in Italien nach dem Ende von Krieg und Faschismus und die ersten unter der neuen Verfassung der Republik. Es waren 574 Sitze im Abgeordnetenhaus (Camera dei deputati) und 237 im Senat (Senato della Repubblica) zu vergeben. Die Wahlen waren vom heraufziehenden Kalten Krieg und der Auseinandersetzung zwischen den großen Parteien der Christdemokraten und Kommunisten geprägt. Die DC erreichte bei den Wahlen am 18. April einen deutlichen Sieg mit der absoluten Mehrheit der Parlamentsmandate und erzielte mit 48,5 % der Stimmen das beste Ergebnis, das je eine Partei bei Parlamentswahlen in Italien erreichte.

## Vorgeschichte
Nach der Befreiung 1945 hatten zunächst die großen Parteien im Rahmen des „antifaschistischen Konsenses“ bei der Wiederherstellung geordneter Verhältnisse und der Ausarbeitung einer demokratischen Verfassung zusammengearbeitet. Im Mai 1947 wurden Sozialisten und Kommunisten aus der Regierung von Ministerpräsident Alcide de Gasperi ausgeschlossen – als Anlass dienten Uneinigkeiten über die Wirtschaftspolitik, der Hintergrund lag jedoch in der zunehmenden Blockbildung in Europa aufgrund des Konflikts der Siegermächte USA und Sowjetunion. In den nächsten Monaten erfolgten polizeiliche Maßnahmen gegen Kommunisten, während zahlreiche ehemalige Faschisten amnestiert und in ihren Ämtern belassen oder wieder eingesetzt wurden.
Von Seiten der Democrazia Cristiana unter tatkräftiger Unterstützung der katholischen Massenorganisation Azione cattolica und von Papst Pius XII. wurde der Wahlkampf als eine Art antikommunistischer Kreuzzug inszeniert. „Während die DC in ihrem Wahlkampf demagogisch die Sehnsucht der Menschen nach Ruhe, Essen und einem unbekümmerten Leben ausbeutete, setzten die Sozialisten und Kommunisten auf den Kampfgeist der glorreichen Tage der Resistenza.“
Die Partito Comunista Italiano wurde finanziell durch das Kominform ausgestattet, die amerikanische CIA organisierte Gelder für den Wahlkampf der Democrazia Cristiana.

## Ergebnisse

### Camera dei deputati
| Listen                   | Listen                                           | Stimmen    | %    | Mandate |
| ------------------------ | ------------------------------------------------ | ---------- | ---- | ------- |
|                          | Democrazia Cristiana                             | 12.740.042 | 48,5 | 305     |
|                          | Fronte Democratico Popolare (PCI – PSI)          | 8.136.637  | 31,0 | 183     |
|                          | Unità Socialista (PSLI – UdS)                    | 1.858.116  | 7,1  | 33      |
|                          | Blocco Nazionale (PLI – UQ)                      | 1.003.727  | 3,8  | 19      |
|                          | Partito Nazionale Monarchico                     | 729.078    | 2,8  | 14      |
|                          | Partito Repubblicano Italiano                    | 651.875    | 2,5  | 9       |
|                          | Movimento Sociale Italiano                       | 526.882    | 2,0  | 6       |
|                          | Südtiroler Volkspartei                           | 124.243    | 0,5  | 3       |
|                          | Partito dei Contadini d’Italia                   | 95.914     | 0,4  | 1       |
|                          | Partito Cristiano Sociale                        | 72.854     | 0,3  | –       |
|                          | Partito Sardo d’Azione                           | 61.928     | 0,2  | 1       |
|                          | Movimento Nazionalista per la Democrazia Sociale | 56.096     | 0,2  | –       |
|                          | Unione dei Movimenti Federalisti                 | 52.655     | 0,2  | –       |
|                          | Blocco Popolare Unionista                        | 35.899     | 0,1  | –       |
|                          | Sonstige                                         | 118.512    | 0,5  | –       |
| Gesamt                   | Gesamt                                           | 26.264.458 | 100  | 574     |
|                          |                                                  |            |      |         |
| Ungültige Stimmen        | Ungültige Stimmen                                | 591.283    | 2,2  |         |
| Wähler                   | Wähler                                           | 26.855.741 | 92,2 |         |
| Wahlberechtigte          | Wahlberechtigte                                  | 29.117.554 |      |         |
|                          |                                                  |            |      |         |
| Quelle: Innenministerium |                                                  |            |      |         |

### Senato della Repubblica
| Listen                   | Listen                                           | Stimmen    | %    | Mandate |
| ------------------------ | ------------------------------------------------ | ---------- | ---- | ------- |
|                          | Democrazia Cristiana                             | 10.899.640 | 48,1 | 131     |
|                          | Fronte Democratico Popolare (PCI – PSI)          | 6.969.122  | 30,8 | 72      |
|                          | Blocco Nazionale (PLI – UQ)                      | 1.222.419  | 5,4  | 7       |
|                          | Unità Socialista (PSLI – UdS)                    | 943.219    | 4,2  | 8       |
|                          | Unità Socialista – PRI                           | 607.792    | 2,7  | 4       |
|                          | Partito Repubblicano Italiano                    | 594.178    | 2,6  | 4       |
|                          | Partito Nazionale Monarchico                     | 393.510    | 1,7  | 3       |
|                          | Movimento Sociale Italiano                       | 164.092    | 0,7  | 1       |
|                          | Südtiroler Volkspartei                           | 95.406     | 0,4  | 2       |
|                          | Partito dei Contadini d’Italia                   | 65.986     | 0,3  | –       |
|                          | Partito Sardo d’Azione                           | 65.743     | 0,3  | –       |
|                          | Unione dei Movimenti Federalisti                 | 42.880     | 0,2  | –       |
|                          | Movimento Nazionalista per la Democrazia Sociale | 27.152     | 0,1  | –       |
|                          | Sonstige                                         | 566.151    | 2,5  | 4       |
| Gesamt                   | Gesamt                                           | 22.657.290 | 100  | 237     |
|                          |                                                  |            |      |         |
| Ungültige Stimmen        | Ungültige Stimmen                                | 1.185.629  | 5,0  |         |
| Wähler                   | Wähler                                           | 23.842.919 | 92,1 |         |
| Wahlberechtigte          | Wahlberechtigte                                  | 25.874.809 |      |         |
|                          |                                                  |            |      |         |
| Quelle: Innenministerium |                                                  |            |      |         |

## Folgen
Der Sieg der Christdemokraten stützte sich vor allem auf die Wählerschaft der ländlichen Regionen Nordost-, Mittel- und Süditaliens. Die Kommunisten errangen in 21 Provinzen eine Mehrheit, vor allem in den Industrieregionen der Toskana und Emilia-Romagna. Damit etablierte sich eine Kräfteverteilung, die sich bis zum Ende des Kalten Krieges und den gravierenden politischen Veränderungen Anfang der 1990er Jahre kaum ändern sollte. Auch andere Fixpunkte der politischen Kultur Italiens bis in die 1990er Jahre bildeten sich bei diesen Wahlen heraus:
- das System des „polarisierten Pluralismus“, bei dem die DC stets Wahlsiegerin wurde
- der Ausschluss der Kommunisten als zweitstärkste Partei aus allen Regierungen
- die starke Rolle der Ideologien, vor allem des Gegensatzes von Kommunismus und Antikommunismus, sodass die Anhänger der großen Parteien völlig verschiedene Gesellschaftskonzeptionen vertraten
- die Verwandlung des politischen Gegners in einen Feind, den es zu delegitimieren galt
- die Präsenz starker Massenparteien rechts wie links samt dazugehöriger Vorfeldorganisationen, Medien (ab 1975 Rai 1 & Rai 3), Gewerkschaften (CISL & CGIL) etc., die eine gesellschaftliche Spaltung bewirkten
- die geringe Mobilität der Wähler
- die Zugehörigkeit Italiens zum westlichen Block (NATO) mit einem marktwirtschaftlich-demokratischen System
- der mehr oder weniger markante Einfluss der katholischen Hierarchie auf die Politik